# 雨が止んだら
『雨が止んだら』（あめがやんだら）は、日本の音楽ユニット・日比谷ブロードウェイのシングル。2025年5月28日に日本コロムビアより発売された。

## 背景
2023年6月2日 - 4日、日比谷公園および東京ミッドタウン日比谷で亀田誠治が実行委員長を務める無料音楽イベント『祝・日比谷野音100周年 日比谷音楽祭 2023』が開催された。このうち、4日の日比谷公園大音楽堂でのステージ「Hibiya Dream Session 3」に桜井和寿が出演。同イベントへの桜井の出演は2021年以来2回目となり、本イベントのために桜井が書き下ろした楽曲が「雨が止んだら」である。
桜井は、本楽曲を日比谷ブロードウェイに歌ってほしいと指名。日比谷ブロードウェイは、日比谷音楽祭のプロジェクト企画の1つとして井上芳雄を中心に結成された音楽ユニットであり、イベント初回開催となった2019年から毎年井上が新たなミュージカル俳優をメンバーに迎え出演している。『祝・日比谷野音100周年 日比谷音楽祭 2023』では、日比谷ブロードウェイと桜井により本楽曲が初披露された。
本楽曲を音源化しリリースするにあたり、ボーカルとしてこれまで日比谷ブロードウェイとして出演した俳優が集結。井上のほか2019年に出演した田代万里生、屋比久知奈、2021年に出演した島田歌穂、中川晃教、2022年に出演した木下晴香、佐藤隆紀 (LE VELVETS)、2023年に出演した望海風斗、甲斐翔真、2024年に出演した石丸幹二、遥海の計11人が参加している。

## 制作・音楽性
本楽曲の作詞および作曲は桜井和寿が担当。桜井が作詞・作曲共に手掛けた楽曲を提供するのは2020年にTwenty★Twentyに提供した楽曲「smile」以来3度目となる。
桜井は、亀田誠治と日比谷音楽祭に向けた選曲についてのミーティングの際に「コロナ禍が終わった今、新しい第一歩を踏み出すのにふさわしく、世界で起こっている戦争にもメッセージを送りたい」と話していた。その場ではセットリストは決定せず、帰りの車中で本楽曲のメロディと「亀田さんと話したような、コロナが落ち着いてきたことと、戦争のこととか全部直接的に歌ってるんじゃないけど、なにかひとつメタファーとして歌えるような」歌詞が浮かんだという。帰宅後すぐにピアノだけのデモを制作し、翌朝には亀田に送ったとのこと。
本楽曲をシングル化するにあたり、編曲およびプロデュースを亀田が手掛けている。亀田は「日比谷音楽祭の野音のステージに立ったミュージカルスターが一堂に会するレコーディングでは何度も鳥肌が立ち、そして感動の涙が溢れました。これは音楽の奇跡です」とコメントしている。また、コーラス・アレンジは毎年日比谷ブロードウェイの歌のパート分けを行なっている大貫祐一郎が担当した。
本楽曲について、井上芳雄は「桜井和寿さんがミュージカルをイメージして作って下さったこの楽曲は、ミュージカルをやっている僕たちにとっても新鮮で、それでいてどんな人にも伝わる優しいメッセージが詰まった一曲です」とコメントを寄せている。

## リリース・プロモーション
通常盤のみの1形態で発売。紙ジャケット仕様となっている。CD+DVDの2枚組となっており、DVDには「雨が止んだら」のレコーディング風景を収めたミュージック・ビデオが収録されている。また、初回生産分には参加メンバー全員の直筆サイン入りポスターが抽選で当たる「スペシャルプレゼント応募券」が封入されている。また、発売と同時にダウンロード・サブスクリプション配信も開始された。
本作の収益の一部は、「誰もが楽しめる無料の音楽祭の持続的開催」を目的として、 日比谷音楽祭に寄付される。
本作のアートディレクターはヨックスが担当。

## 収録曲

### CD
- プロデュース：亀田誠治

1. 雨が止んだら [4:05]
  - 作詞・作曲：桜井和寿 / 編曲：亀田誠治 / コーラスアレンジ：大貫祐一郎
2. 雨が止んだら Instrumental [4:03]

### DVD
1. 雨が止んだら Music Video
監督は井上大輔が務めた。

## 参加ミュージシャン
- 日比谷ブロードウェイ
  - 石丸幹二
  - 井上芳雄
  - 甲斐翔真
  - 木下晴香
  - 佐藤隆紀 (LE VELVETS)
  - 島田歌穂
  - 田代万里生
  - 中川晃教
  - 望海風斗
  - 遥海
  - 屋比久知奈
- 河村“カースケ”智康：Drums
- 亀田誠治：Bass
- 斎藤有太：Piano
- 今野均ストリングス：Strings
- 西村浩二：Trumpet
- 山本拓夫：Tenor Sax
- 榎本裕介：Trombone
- 豊田泰孝（誠屋）：Manipulator

## テレビ出演
| 番組名   | 日付           | 放送局  | 演奏曲              |
| -------- | -------------- | ------- | ------------------- |
| うたコン | 2023年10月17日 | NHK総合 | 雨に唄えば          |
| うたコン | 2023年10月17日 | NHK総合 | SEASONS OF LOVE     |
| うたコン | 2023年10月17日 | NHK総合 | 闇が広がる          |
| うたコン | 2023年10月17日 | NHK総合 | 雨が止んだら        |
| うたコン | 2025年6月3日   | NHK総合 | ブルースカイ ブルー |
| うたコン | 2025年6月3日   | NHK総合 | 雨が止んだら        |
| SONGS    | 2025年7月24日  | NHK総合 | 闇が広がる          |
| SONGS    | 2025年7月24日  | NHK総合 | 僕こそ音楽          |
| SONGS    | 2025年7月24日  | NHK総合 | 神よ、何故?         |
| SONGS    | 2025年7月24日  | NHK総合 | 明日への階段        |
| SONGS    | 2025年7月24日  | NHK総合 | ドリーム            |
| SONGS    | 2025年7月24日  | NHK総合 | 最後のダンス        |
| SONGS    | 2025年7月24日  | NHK総合 | 闇が広がる          |
| SONGS    | 2025年7月24日  | NHK総合 | 雨が止んだら        |
| はやウタ | 2025年7月28日  | NHK総合 | 雨が止んだら        |

## 収録アルバム
- 『井上芳雄 by MYSELF × Greenville Concert 2024』 (#1) - 井上芳雄のライブ・アルバム。